# Cerkev sv. Barbare, Blatno
Cerkev sv. Barbare v Blatnem je podružnična cerkev Župnije Pišece. Posvečena je sveti Barbari, zavetnici rudarjev, kar po vsej verjetnosti kaže na sočasno pridobivanje premoga v streljaj oddaljenem rudniku Globoko. Maše so bile v cerkvi do leta 2011 vsako nedeljo, od leta 2013 pa so vsako soboto zvečer.

## Lega
Cerkev se nahaja na griču Sveta Barbara (289 m) v vasi Blatno. V večini literature je sicer navedeno, da stoji na Piršenbregu. Vidna je daleč naokoli. Tudi razgled iz griča, ki je na severni strani poraščen z gozdom, sega proti jugu vse do Gorjancev onstran Brežiškega polja, na jugozahodu pa na Hrvaško. Takoj pod cerkvijo se nahaja nekaj hiš ter hramov z vinogradi. Cerkev je postavljena tako, da je njena ladijska os natančno poravnana v smeri vzhod–zahod. Zvonik se nahaja na zahodni strani, zakristija pa je prislonjena na južno stran.

## Arhitektura
Cerkev je zidana iz kamna in je na vzhodu konično zaključena, sicer pa enoladijska, banjasta in obokana s sosvodnicami. Dolga je 14 metrov, široka 5 metrov, visoka pa 3 metre (notranje mere). Korni zaključek z zvonikom kaže na kasnejšo izpeljanko izvirne rešitve, kakršno pozna cerkev sv. Križa v Dednji vasi. Ima dva oltarja – glavnega ter stranskega. Glavni oltar je primer tako imenovanih zlatih rezljanih oltarjev iz 17. stoletja. Značilen je po rezani podobi svete Barbare v sredini, svete Katarine na desni in svete Marjete na levi strani. Nekoliko višje se nahaja podoba svetega Boštjana in svetega Petra, na sredini na vrhu pa je podoba svetega Križa, pod katerim sta podobi Žalostne Matere Božje ter Marije Kleope. Olje na platno je iz 2. polovice 18. stoletja. Iz istega časa je tudi rezljani leseni stranski oltar Matere Božje na južni strani. Vsebuje Marijino podobo na sredini, na eni strani kip svetega Valentina, na drugi pa svetega Janeza Evangelista. Vrh oltarja je podoba svetega Antona Padovanskega s štirimi putti.

## Zgodovina
Iz napisa na portatilu na stranskem oltarju lahko razberemo, da je cerkev obstajala vsaj že leta 1657. Cerkev je bila v letih od 1987 do 1993 obnovljena. Narejena je bila nova fasada, bakrena streha na zvoniku ter celotno ostrešje na cerkveni ladji in zakristiji. Dokupljena sta bila dva zvonova (sedaj so trije) ter urejena elektrifikacija le-teh. Obnovljena je bila tudi notranjost cerkve. Staro razsuto škarpo je zamenjala na novo pozidana, ki je dobila tudi novo ograjo. Poleg tega je bila urejena še dovozna pot ter zunanja osvetlitev cerkve.

## Galerija
- Grič Svete Barbare (289 m) s cerkvijo
- Pogled proti Brežicam in Gorjancem
- Notranjščina
- Kip svete Barbare na glavnem oltarju